# Pollack (cratère martien)
Pour les articles homonymes, voir Pollack.

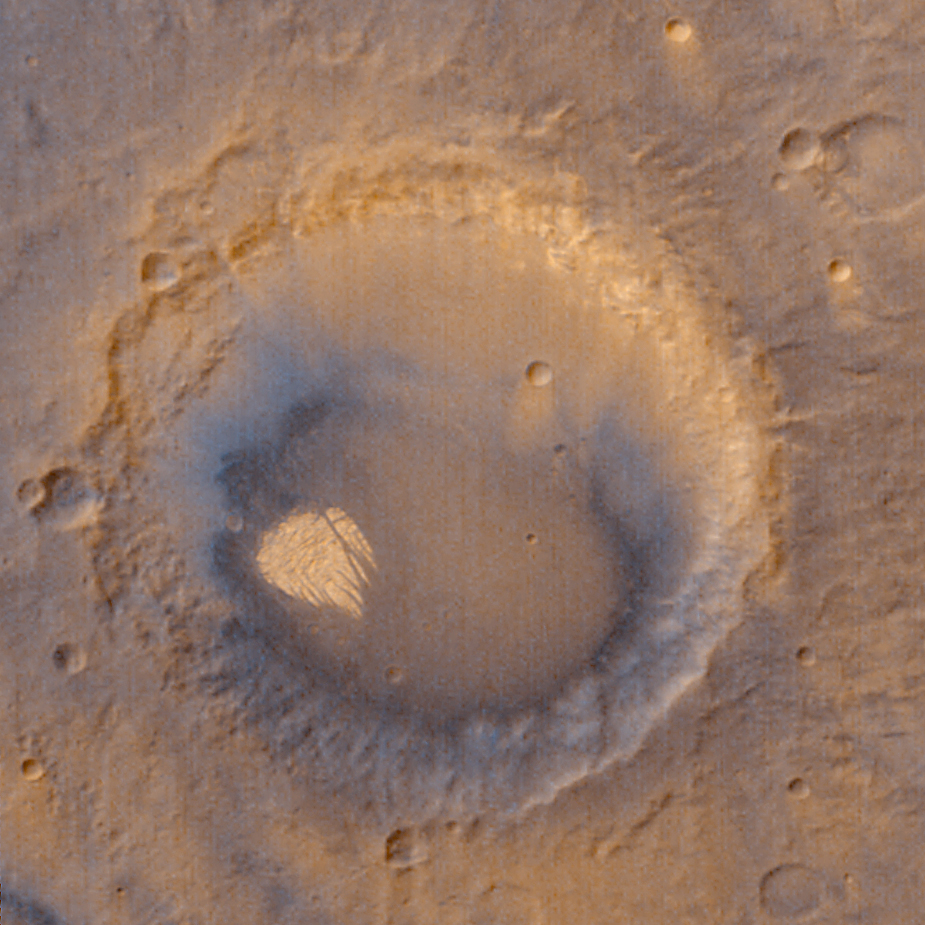
Pollack cratère

Pollack est un cratère d'impact de 96 km situé sur Mars dans le quadrangle de Sinus Sabaeus par 7,8°S et 25,2° E, au sud-ouest de Terra Sabaea.